# Allande
Allande (em castelhano e galego) ou Ayande (em asturiano) é um concelho (município) da Espanha na província e Principado das Astúrias. Tem 3 242,24 km² de área e em 2019 tinha 1 648 habitantes (densidade: 0,5 hab./km²).
Não faz parte da Galiza mas integra os territórios onde tradicionalmente se fala  galego.

## Demografia
| Variação demográfica do município entre 1991 e 2004 | Variação demográfica do município entre 1991 e 2004 | Variação demográfica do município entre 1991 e 2004 | Variação demográfica do município entre 1991 e 2004 |
| --------------------------------------------------- | --------------------------------------------------- | --------------------------------------------------- | --------------------------------------------------- |
| 1991                                                | 1996                                                | 2001                                                | 2004                                                |
| 2837                                                | 2613                                                | 2395                                                | 2261                                                |